# FIFA 15
FIFA 15 este un joc lansat din seria FIFA. Acesta a fost dezvăluit pe data de 17 aprilie 2014 sub sloganul „The Emotion of Scoring Great Goals” (en: Emoția marcării unor mari goluri). Anul acesta au avut loc mai multe schimbări precum grafica jocului, introducerea superligii turce de fotbal etc.
După cum era de așteptat a avut un succes enorm din mai multe motive:
Mai multe situații din fotbalul adevărat au fost luate în considerare de-a lungul creării jocului, precum: posesia Barcelonei de peste 67% în campionat, foarfeca lui Zlatan Ibrahimovic din meciul împotriva Angliei  ,voleul lui Papiss Cissé în meciul contra celor de la Chelsea FC ,golul lui Mario Götze în finala campionatului mondial de fotbal din 2014 sau viteza lui Arjen Robben.
- Pure Shot: Jucătorii vor încerca să se plaseze cât mai bine pentru șut, dar asta va depinde de poziția lor pe teren și de cum le vine mingea către picior. Ei se vor folosi de ce au la dispoziție, asta însemnând că există posibilitatea să șuteze chiar dacă sunt lipsiți de echilibru sau pot șuta grăbiți scăzând acuratețea și puterea șutului lor.

- Real Ball Physics: Traiectoria mingii din momentul în care a fost șutată va fi determinată de noi formule ce vor faciliza șuturile precum cele puternice de la distanță sau cele cu efect.

- Protect the Ball: Această nouă mecanică intuitivă va permite jucătorilor să se interpună între adversar și minge la orice viteză. Când un jucător care are posesia este tras, acesta va putea contracara punându-se în fața adversarului și protejând mingea. De asemenea, un jucător va putea să lupte pentru minge înainte să ajungă la aceasta utilizându-se de corpul său. Această caracteristică este menită să faciliteze dominarea mijlocului terenului.

- Teammate Intelligence: Reprezintă o îmbunătățire a deciziilor luate de către coechipieri atât în atac cât și în defensivă.

- Global Scouting Network: În modul Career se va putea dezvolta și îmbunătăți rețeaua de căutare a jucătorilor (în vederea unor transferuri). Fotbaliștii vor putea fi evaluați pentru a se releva calitățile necesare pentru îmbunătățirea echipei manageriate. Noua interfață va permite o mai ușoară navigare, mai puține întreruperi și rapoarte în timp real cu privire la jucătorii căutați.

Jocul urmează să apară și pe piața din România pe data de 26 septembrie 2014.

## Coperte
Următorii fotbaliști apar pe coperta jocului din țara lor:
- Statele Unite: Clint Dempsey[15]
- Australia: Tim Cahill[16][17]
- Italia: Gonzalo Higuaín[18]
- Polonia: Robert Lewandowski[19]
- Austria: David Alaba[20]
- Elveția: Xherdan Shaqiri[21]
- Mexic: Javier Hernández[22]
- America de Sud: Arturo Vidal[23]
- Marea Britanie, Irlanda, Franța, Belgia, Olanda: Eden Hazard[24]
- Cehia: Michal Kadlec[25]
- Turcia: Arda Turan[26][27]
- Japonia: Atsuto Uchida[28]
- Lumea arabă: Yahya Al-Shehri[29]

## Coloana sonoră
Coloana sonoră a jocului este compusă din următoarele piese.
- Avicii – "The Nights"
- A-Trak feat. Andrew Wyatt – "Push"
- Bang La Deck– "Utopia"
- Jacob Banks – "Move with You"
- Broods – "L. A. F."
- Catfish and the Bottlemen – "Cocoon"
- ChocQuibTown – "Uh La La"
- Death from Above 1979 – "Crystal Ball"
- Dirty South – "Tunnel Vision"
- Elliphant – "All or Nothing"
- Elliphant – "Purple Light"
- Emicida feat. Rael – "Levanta e Anda"
- FMLYBND – "Come Alive"
- Foster the People – "Are You What You Want to Be?"
- The Griswolds – "16 Years"
- Joywave feat. KOPPS – "Tongues"
- Jungle – "Busy Earnin'"
- Kasabian – "stevie"
- Kinski Gallo – "Cumbia del Corazón"
- The Kooks – "Around Town"
- Kwabs – "Walk"
- Lowell – "Palm Trees"
- The Madden Brothers – "We Are Done"
- Madeon – "Imperium"
- Magic Man – "Tonight"
- Milky Chance – "Down by the River"
- The Mountains – "The Valleys"
- MPB4 – "Agiboré (Marky's Ye-Mele Refix)"
- Nico & Vinz – "When the Day Comes"
- Polock – "Everlasting"
- Prides – "Out of the Blue"
- Rudimental feat. Alex Clare – "Give You Up"
- Saint Motel – "My Type"
- Saint Raymond – "Wild Heart"
- Sante Les Amis – "Brasil"
- Slaptop – "Sunrise"
- Teddybears – "Sunshine"
- Tensnake – "Pressure"
- The Ting Tings – "Super Critical"
- Tune-Yards – "Water Fountain"
- Vance Joy – "Mess Is Mine"